# Jombang
Jombang este un oraș din Indonezia.